# Placydów
Placydów [pronunciación en polaco: /plaˈt͡sɨduf/] es un pueblo ubicado en el distrito administrativo de Gmina Aleksandrów Łódzki, dentro del condado de Zgierz, voivodato de Łódź, en el centro de Polonia. Se encuentra aproximadamente a 3 kilómetros al oeste de Aleksandrów Łódzki, a 12 kilómetros al suroeste de Zgierz, y a 15 kilómetros al oeste de la capital regional, Łódź. 